# Asia Motors
Asia Motors Industries, nota semplicemente come Asia Motors è stata una casa automobilistica sudcoreana fondata nel 1965 e chiusa nel 1999. Dal 1976, è divenuta una filiale di Kia Motors.

## Storia

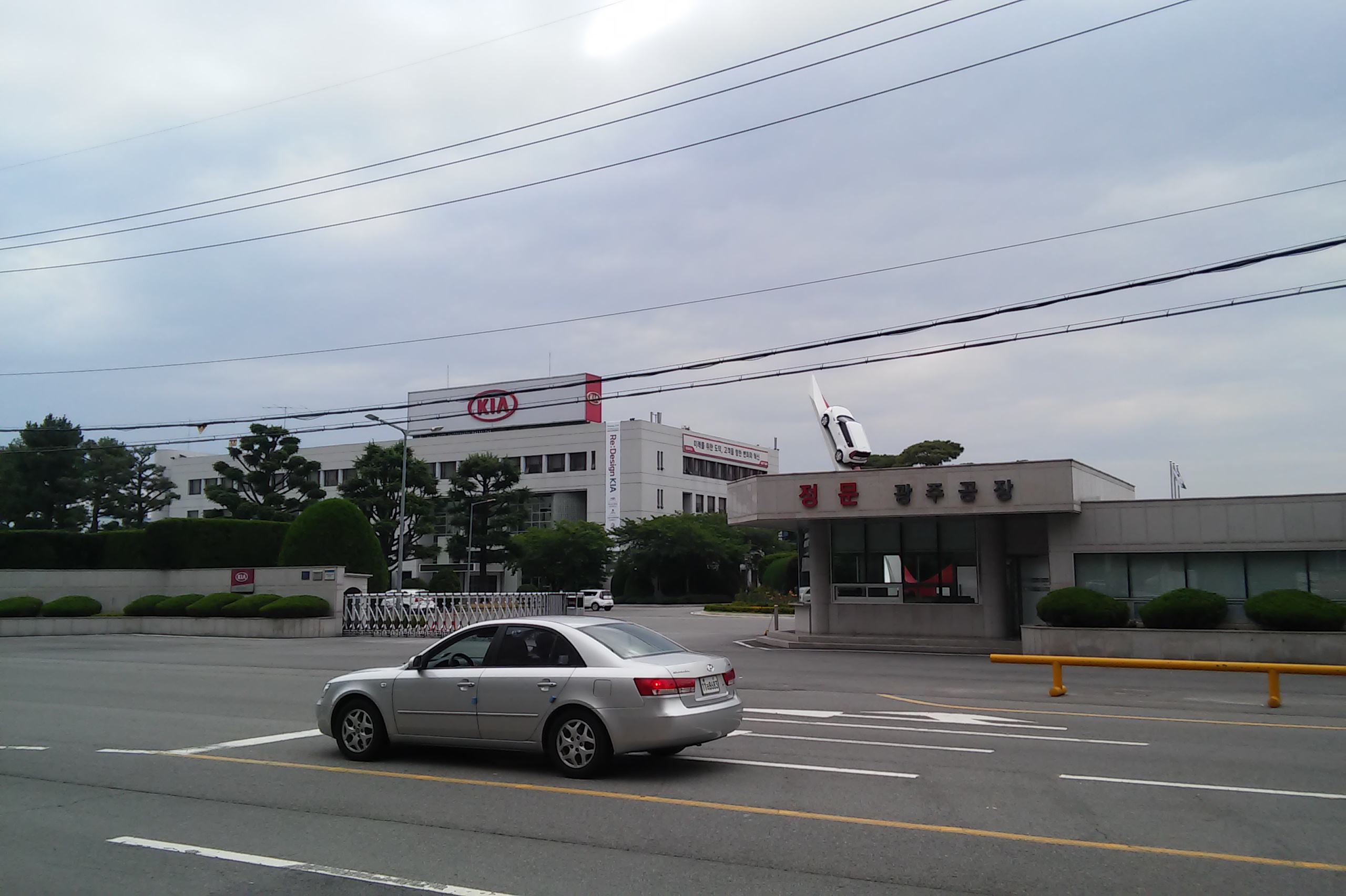
Lo stabilimento Kia di Gwangju, nella foto del 2016, l'ex sito produttivo della Asia Motors

Nel 1962 il governo coreano approvò una legge che esentava dalle tasse le componenti importate dall'estero per assemblare auto in complete knock down. Nel 1965, grazie a questi incentivi, Asia Motor Industries fu fondata a Gwangju attraverso il sostegno finanziario dell'imprenditore Lee Mun-hwan Inizialmente l'azienda produceva veicoli militari, camion e autobus, ma ben presto avviò dei negoziati con la Fiat e nel 1970 iniziò ad assemblare il modello Fiat 124. Successivamente si è specializzata nella produzione dei fuoristrada e dei veicoli pesanti, tra cui camion di grandi e medie dimensioni, veicoli militari speciali, automobili leggere, jeep civili, componenti di veicoli a motore. Nel 1969, Asia Motors fu acquisita da Dongkuk Steel. Nel 1973 il governo sudcoreano lanciò un piano per promuovere la produzione di automobili a basso costo per l'esportazione. Asia Motors non fu in grado di soddisfare le condizioni del piano, perdendo i permessi di assemblaggio per le automobili ed è stata acquistata da Kia Motors nel 1976. Nel 1978, Asia Motors ha firmato un accordo con la giapponese Hino Motors con l'obiettivo di raggiungere economie di scala per i suoi prodotti a basso volume. Hyundai a sua volta acquistò Kia e il marchio Asia Motors fu soppresso nel 1999.
Nel 1994, Asia Motors do Brasil, importatore dei veicoli Asia, venne fondata in Brasile. Asia Motors do Brasil ha raggiunto un certo successo nelle vendite e, nel 1996, ha firmato un accordo con il governo brasiliano per la costruzione di un impianto di assemblaggio a Camaçari in cambio di esenzioni fiscali per i veicoli importati. L'impianto non fu mai completato e le tasse non pagate bloccarono l'ingresso della Kia Motors in Brasile fino al 2013, quando la giustizia brasiliana decise che Kia non era tenuta a pagarli, in quanto non era collegata all'importatore.

## Veicoli

### Autovetture e fuoristrada

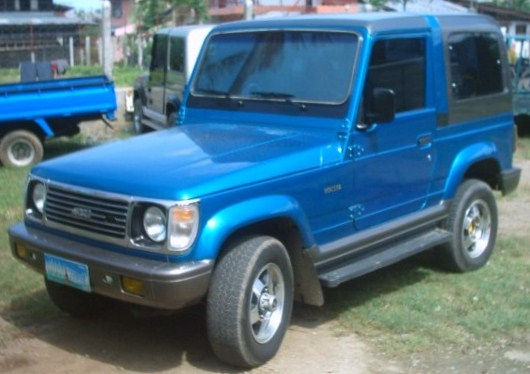
Asia Rocsta nelle Filippine

- Fiat 124
- Rocsta
- Retona

### Van
- Asia Topic (Mazda Bongo/Kia Bongo I)
- Asia Towner (Daihatsu Hijet/Kia Towner)

### Minibus

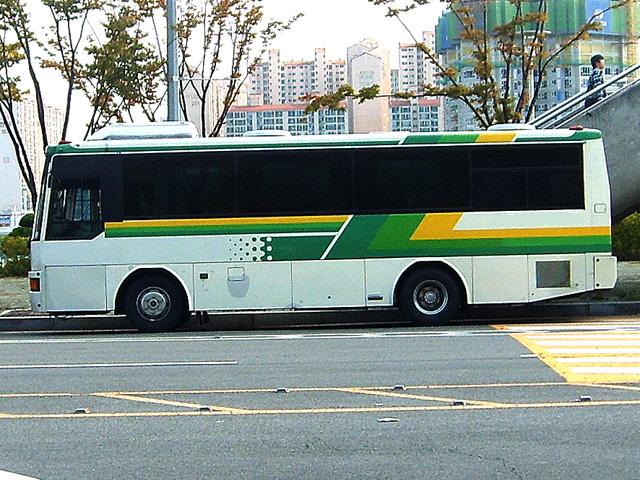
Asia Cosmos AM818.

- Asia Combi (AM805/815/825)
- Asia Cosmos (AM818)

### Autobus di grandi dimensioni

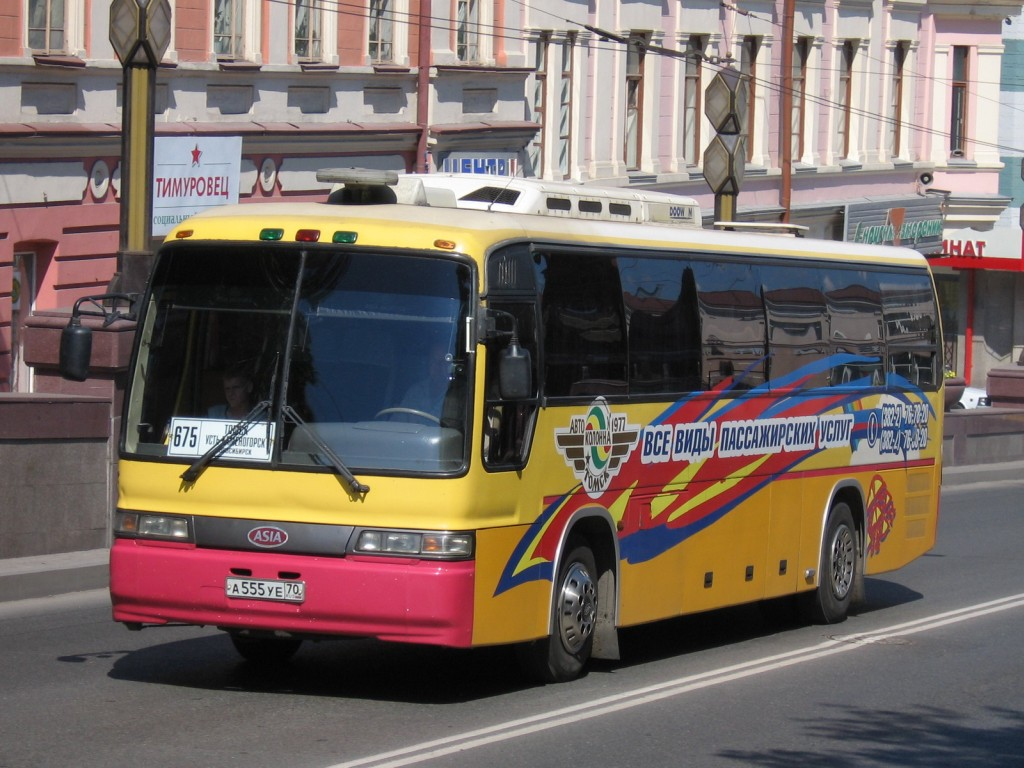
Asia Granbird in Russia

- Asia GranBird (AM927/AM937/AM928/AM929/AM939/AM949)

### Camion
- Asia Granto (AM)
- Asia AM420

### Altro
- KM900 APC - versione su licenza del veicolo trasporto truppe Fiat 6614 per esercito della Repubblica di Corea
- Massey Ferguson 362A - Asia Motors ha anche assemblato / distribuito trattori Massey Ferguson
- Massey Ferguson 390A - Asia Motors ha anche assemblato / distribuito trattori Massey Ferguson